# Лунгулецу
Лунгулецу (рум. Lungulețu) — село у повіті Димбовіца в Румунії. Входить до складу комуни Лунгулецу.
Село розташоване на відстані 39 км на північний захід від Бухареста, 38 км на південний схід від Тирговіште, 116 км на південь від Брашова.

## Населення
За даними перепису населення 2002 року у селі проживала 4321 особа, усі — румуни. Усі жителі села рідною мовою назвали румунську.